# Tiroteo masivo de Moss Side
El domingo 12 de agosto de 2018, un tiroteo masivo ocurrió en el barrio de Moss Side en Mánchester. Fue el primer tiroteo masivo en el Reino Unido desde los tiroteos de Cumbria en 2010.

## De fondo
Moss Side estaba organizando el carnaval caribeño de Mánchester durante el fin de semana, con más de 16.000 asistentes el sábado. El evento anual atrajo a más participantes de lo habitual, ya que marcó el 70 aniversario de la generación Windrush. Moss Side es descrito por un residente como un lugar «volátil», con Sky News agregando que tiene «numerosos territorios de pandillas y ha tenido problemas relacionados con drogas y violencia con armas de fuego», aunque un DJ local entrevistado sobre el incidente dijo que parecía que había una comprensión general en los últimos años de que todos se comportarían en Moss Side.
Los tiroteos masivos son poco comunes en el Reino Unido, siendo el último un tiroteo en Cumbria en 2010, y el anterior el grave tiroteo escolar en Dunblane en 1996, más de ocho y veintiún años antes del incidente, respectivamente. El DJ entrevistado dijo que había sido alertado del incidente y que bajó porque quería «ver esto, porque diez personas son algo importante en Mánchester». El último incidente importante en Mánchester fue el Atentado de Mánchester de 2017, en el que murieron 22 personas.

## Incidente
Los informes dicen que se dispararon a las 02:25h de la mañana del domingo 12 de agosto de 2018, en Claremont Road, una calle que se extiende por dos millas a través de Moss Side. Claremont Road está cerca de Alexandra Park, la ubicación del festival, pero el ataque no se considera relacionado con el festival principal, «solo una fiesta callejera». La policía llegó a la escena en un minuto según las fuentes, pero un testigo dijo que «fue bastante tiempo antes de que llegara la policía considerando que alguien había recibido un disparo», mencionando que había «seguridad informal» en la escena, y que «la ambulancia estaba [probablemente] esperando a la policía armada [...] y luego finalmente apareció la policía». Cuando llegó la policía, informaron que había «cientos de personas» en el área, y que el superintendente Wasim Chaudhry describió la calle como «angustiante». Un testigo del incidente dijo que después de escuchar el primer disparo, pensó que era "un globo", similar a los informes iniciales de la explosión en el Arena el año anterior, pero luego «escuchó dos más y se fue detrás de una pared» cuando se dio cuenta de que algo peligroso estaba sucediendo. La policía cree que se usó una escopeta cargada con perdigones, y están tratando el incidente como un intento de asesinato masivo.

## Heridos
Doce personas resultaron heridas, con diez hospitalizadas y una de ellas grave. Se dice que nueve de esas heridas son heridas de perdigones, el otro es un hombre con una pierna rota. Dos de los heridos son menores, uno de 12 años y el otro un adolescente. Más tarde en el día, la Superintendente de detectives Debbie Dooley confirmó que «la mayoría de las lesiones no parecen ser potencialmente mortales en este momento». The Guardian informó por la noche que solo cuatro permanecían en el hospital, pero el Manchester Evening News informó que cinco todavía estaban en el hospital.